# Manoir du Val (Brix)
Le manoir du Val ou château du Val-de-Brix est une gentilhommière, du XVIe siècle, qui se dresse sur le territoire de la commune française de Brix, dans le département de la Manche, en région Normandie.
Le manoir est partiellement inscrit aux monuments historiques.

## Localisation
Le manoir est situé à 1,5 km à l'ouest du bourg de Brix, dans le département français de la Manche.

## Historique
Construit par la famille Mangon au XVIe siècle, la propriété du Val est acheté au XIXe siècle par Ernest Milcent (1854-1909), militant du catholicisme social, qui en fait une ferme modèle.

## Protection aux monuments historiques
Le colombier est inscrit au titre des monuments historiques par arrêté du 17 mars 1975.